# 나카지마 쇼야
나카지마 쇼야(일본어: 中島 翔哉, 1994년 8월 23일 ~ )는 일본의 축구 선수로, 현재 J1리그의 우라와 레드 다이아몬즈에서 공격수로 활동하고 있다.

## 클럽 경력

### 알 두하일 SC
2019년 2월, 아시아 선수로서는 최고의 이적료인 3500만 유로로 카타르 리그 클럽인 알 두하일로 이적했다. 그러나, 리그 7경기에서 1득점, AFC 챔피언스리그 6경기에서 1득점에 그치는 성적을 기록했다.

### FC 포르투
2019년 7월에 포르투와 5년 계약을 함으로써, 약 반년만에 포르투갈 리그로 복귀했다.

#### 2019~2020 시즌
입단 이후 저조한 성적을 보였고, 9월 16일 포르티모넨스와의 리그 경기에서는 경기장에서 세르지우 콘세이상 감독에게 공개적으로 질타를 받기까지 하였다. 12월 20일 홈 구장 이스타디우 두 드라강에서 열린 컵 대회에서 CD 산타 클라라를 상대로 입단 이후 첫 득점을 했다. 현재까지 포르투갈 리그 15경기 출장, 챔피언스리그 1경기, 유로파리그 4경기를 출장했으나 공격 포인트는 한개도 올리지 못했다.

## 국가대표팀 경력

### 2011 FIFA U-17 월드컵(U-17)
8강전 브라질과의 경기에서 0:3으로 지는 상황에서 만회골을 터뜨렸으나 결국 2:3으로 패했다.

### 2013 AFC U-22 챔피언십(U-22)
조별리그 2차전 이란과의 경기에서 1득점, 3차전 오스트레일리아와 경기에서 2득점을 기록하는 활약을 보였다. 8강전 이라크와의 경기에서 후반 16분에 날카로운 슈팅을 했으나 슈팅이 골대 오른쪽을 살짝 빗나갔고, 결국 이라크에 1:0으로 패했다.

### 2014 인천 아시안 게임(U-23)
조별리그 2차전 이리크와 3차전 네팔과의 경기에서 득점을 했다.

### 2016 AFC U-23 챔피언십(U-23)
8강전 이란과의 경기에서 연장후반에 2득점을 하는 활약을 펼치는 등 일본의 우승에 기여를 했다. 대회 MVP로 선정되었다.

### 2016 리우데자네이루 하계 올림픽(U-23)
조별리그 2차전 콜롬비아와의 경기에서 득점을 했다.

### 성인대표팀 데뷔
2018년 3월23일, 벨기에 리에주에서 열린 말리와의 평가전에서 첫 줄장을 해, 1:0으로 지는 상황에서 후반 막판에 동점골을 터뜨렸다.

### 2019 CONMEBOL 코파 아메리카
조별리그 3차전 에콰도르와의 경기에서 선제득점을 했다.

## 통계

### 구단
| 클럽                 | 리그                          | 리그 | 리그 | 리그 | 클럽 대항전       | 클럽 대항전 | 클럽 대항전 | 리그 컵 | 리그 컵 |
| 클럽                 | 시즌                          | 출전 | 득점 | 도움 | 대회              | 출전        | 득점        | 출전    | 득점    |
| -------------------- | ----------------------------- | ---- | ---- | ---- | ----------------- | ----------- | ----------- | ------- | ------- |
| FC 도쿄              | J리그 디비전1 2014            | 5    | 0    | ―    | ―                 | ―           | ―           | ―       | ―       |
| 카탈레 도야마 (임대) | J리그 디비전2 2014            | 28   | 2    | ―    | ―                 | ―           | ―           | ―       | ―       |
| FC 도쿄              | J1리그 2015                   | 13   | 1    | 0    | ―                 | ―           | ―           | 2       | 1       |
| FC 도쿄              | J1리그 2016                   | 12   | 3    | 2    | ―                 | ―           | ―           | 4       | 2       |
| FC 도쿄              | J1리그 2017                   | 21   | 2    | 2    | ―                 | ―           | ―           | 7       | 3       |
| 포르티모넨스 SC      | 프리메이라리가 2017-18 (임대) | 29   | 10   | 10   | ―                 | ―           | ―           | 2       | 0       |
| 포르티모넨스 SC      | 프리메이라리가 2018-19        | 13   | 5    | 5    | ―                 | ―           | ―           | 1       | 0       |
| 알 두하일 SC         | 카타르 스타스 리그 2018-19    | 7    | 1    | 0    | AFC 챔피언스리그  | 6           | 1           | ―       | ―       |
| FC 포르투            | 프리메이라리가 2019-20        | 16   | 0    | 1    | UEFA 챔피언스리그 | 1           | 0           | 3       | 0       |
| FC 포르투            | 프리메이라리가 2019-20        | 16   | 0    | 1    | UEFA 유로파리그   | 4           | 0           | 3       | 0       |

### 국가대표팀
| 일본 | 일본 | 일본 |
| 연도 | 출전 | 득점 |
| ---- | ---- | ---- |
| 2018 | 6    | 2    |
| 2019 | 13   | 3    |
| 통산 | 19   | 5    |